# Alan Greenspan
Alan Greenspan (New York, 6 marzo 1926) è un economista statunitense.
Ha ricoperto la carica di Presidente della Federal Reserve, la banca centrale degli Stati Uniti d'America, dal 1987 al 2006. Nominato al vertice della Federal Reserve dal presidente Ronald Reagan nell'agosto 1987, è stato riconfermato sino al 31 gennaio 2006, giorno del suo pensionamento. In seguito ha lavorato come consulente privato tramite la sua azienda, la Greenspan Associates LLC.

## Biografia
Nato a Washington Heights, quartiere che si trova nella parte settentrionale di Manhattan, è figlio di Herbert Greenspan e Rose Goldsmith entrambi di origine ebraica. Nel 1945 ha frequentato la New York University, dove ha conseguito la laurea in economia con lode nel 1948 e un master, sempre in economia, nel 1950. Ha ottenuto un dottorato in economia nel 1977.

## Carriera

### Prima della Federal Reserve
Durante gli studi alla New York University, Greenspan lavorò per Eugene Banks, un dirigente della banca d'affari di Wall Street Brown Brothers Harriman, dove fu impiegato nel dipartimento di ricerca sulle equity. Tra 1948 e 1953, Greenspan lavorò come analista economico alla The National Industrial Conference Board, un think-tank di New York. Tra 1955 e 1987, anno in cui fu designato presidente della FED, Greenspan è stato presidente e amministratore della Townsend-Greenspan & Co., Inc., un gabinetto di consulenza economica di New York, esperienza interrotta solamente dal 1974 al 1977, anni in cui fu presidente del Council of Economic Advisers sotto la presidenza di Gerald Ford.
Nel 1968, Greespan coordinò la campagna alla nomination di Richard Nixon in materia di politica interna. Greenspan ha inoltre lavorato come amministratore presso Aluminum Company of America (Alcoa); Automatic Data Processing; Capital Cities/ABC, Inc.; General Foods; J.P. Morgan & Co.; Morgan Guaranty Trust Company; Mobil Corporation; e Pittston Company. È stato direttore del Council on Foreign Relations, organizzazione di politica estera, tra 1982 e 1988. Nel 1984 ha partecipato all'influente Group of Thirty, un organismo finanziario con base a Washington.

### Alla Federal Reserve
Greenspan raggiunse il consiglio della Federal Reserve grazie a una brillante carriera di economista e consulente. Nominato il 2 giugno 1987 dal Presidente Ronald Reagan, succedette a Paul Volcker. Il mercato obbligazionario rispose alla nomina con il massimo peggioramento delle quotazioni del quinquennio. Dopo pochi mesi vi fu il lunedì nero del 1987, una storica crisi della Borsa USA. Un esempio degli effetti dei suoi pesati discorsi fu il -3,2% delle azioni giapponesi in risposta alla sua dichiarazione del 5 dicembre 1996 circa una "irrazionale esuberanza e indebita escalation delle quotazioni".
Il 18 maggio 2004 il Presidente George W. Bush nominò Greenspan per il suo quinto mandato consecutivo, un avvenimento privo di precedenti nella storia dell'istituzione USA. Il mandato è scaduto il 31 gennaio 2006 e ha condotto alla successione da parte di Ben Bernanke, nominato il 24 ottobre 2005 sempre da Bush. È stato insignito dei titoli di Commendatore della Legione d'onore francese, Cavaliere Commendatore dell'Ordine dell'Impero Britannico, e dal Presidente George W. Bush della Medaglia presidenziale della libertà (9 novembre 2005).
Nonostante la sua riservatezza, la sua figura raggiunse lo status di celebrità grazie al favore dei media. Greenspan fu criticato dai leader democratici del Congresso statunitense con l'accusa di politicizzare il suo incarico attraverso il sostegno alla privatizzazione del sistema previdenziale e del taglio delle tasse che, a loro avviso, avrebbe aumentato il deficit. Le politiche monetarie condotte dalla Fed di Greenspan sono ritenute una delle cause principali della crisi dei mutui subprime.

### Dopo
Nel 2008 con una dichiarazione pubblica, Greenspan ha riconosciuto che gli assunti con i quali ha guidato la Fed per 19 anni, concentrati sulla stabilità dei prezzi confidando che il mercato libero si regolasse autonomamente, alla luce della crisi finanziaria si sono rivelati erronei.

## Critiche
Greenspan viene visto come antiquato nel suo attaccamento al concetto di parità aurea e criticato per la sua difesa a spada tratta del laissez-faire. Per quanto riguarda la "parità aurea" la sua posizione è in contrasto con il ruolo della Fed nell'emissione di moneta, seppure in tale parità egli abbia avuto un ruolo nullo, in quanto essa ha cessato di valere molto prima del suo insediamento, ovvero nei primi anni 1970, e per cause di forza maggiore esterne alla Fed, come l'eccessivo disavanzo della bilancia dei pagamenti.
Esponenti della sinistra americana come il senatore Bernie Sanders hanno criticato Greenspan accusandolo di avere sostenuto norme a favore dei più ricchi, che avrebbero sfavorito la classe media, aumentato la povertà e innalzato il tasso di disoccupazione. Alcuni Oggettivisti come Leonard Peikoff ed Harry Biswanger hanno affermato che il suo incarico alla Fed costituisce un abbandono dei principi dell'Oggettivismo e dei suoi principi di "libero mercato".

## Opere in italiano
- Alan Greenspan, L'era della turbolenza, 2007, Sperling & Kupfer